# Мария фон Насау-Орания
Мария фон Насау-Орания (на немски: Maria von Nassau-Orange; Maria Henriëtta von Nassau-Dillenburg; * 5 септември 1642, Хага; † 20 март 1688, Кройцнах) е принцеса от фамилията Насау-Диленбург-Орания и чрез женитба пфалцграфиня на Зимерн-Кайзерслаутерн в Пфалц (1666 – 1674).

## Живот
Тя е най-малката дъщеря на принц Фредерик Хендрик Орански (1584 – 1647) и съпругата му Амалия фон Золмс-Браунфелс (1602 – 1675), дъщеря на граф Йохан Албрехт I фон Солмс-Браунфелс и съпругата му Агнес фон Зайн-Витгенщайн. Сестра е на Луиза Хенриета (1627 – 1667) омъжена за великия курфюст Фридрих Вилхелм фон Бранденбург, Албертина Агнес (1634 – 1696), омъжена за княз Вилхелм Фридрих фон Насау-Диц, и Хенриета Катарина (1637 – 1708), омъжена за княз Йохан Георг II фон Анхалт-Десау.
Баща ѝ умира, когато тя е на четири години. През 1660 г. започват преговори за женитба с английския крал Чарлз II, но той се жени през 1661 г. за португалската принцеса Катерина де Браганса.
Мария се омъжва на 23 септември 1666 г. в Клеве за пфалцграф и херцог Лудвиг Хайнрих Мориц фон Зимерн-Кайзерслаутерн (* 11 октомври 1640; † 3 януари 1674) от род Вителсбахи, син на пфалцграф Лудвиг Филип фон Пфалц-Зимерн и внук на нейната леля Луиза Юлиана фон Орания-Насау.
Тя умира бездетна на 20 март 1688 г. на 45 години в Кройцнах след шестдневно боледуване от белодробно възпаление.